# Cassina Rizzardi
Cassina Rizzardi là một đô thị ở tỉnh Como, vùng Lombardia. Đô thị này có diện tích 3  km², dân số 2369 người.
Các đơn vị phụ thuộc: Boffalora, Monticello, Ronco 
Các đô thị giáp giới: Bulgarograsso, Fino Mornasco, Guanzate, Luisago, Villa Guardia